# Богданівка (Новопавлівська сільська громада)
Богда́нівка — село в Україні, у Синельниківському районі Дніпропетровської області. Входить до складу Новопавлівської сільської громади. Населення становить 510 осіб.

## Географія
Село Богданівка розташоване на відстані 1,5 км від села Веселе, за 2 км від села Миколаївка і за 2,5 км від села Василівка. По селу протікає пересихаючий струмок з загатою. Поруч проходять автомобільна дорога Т 0406 і залізниця, станція Кирпичеве за 1 км.
Розташована на сході області за 120 кілометрів від обласного центру у степовій зоні.

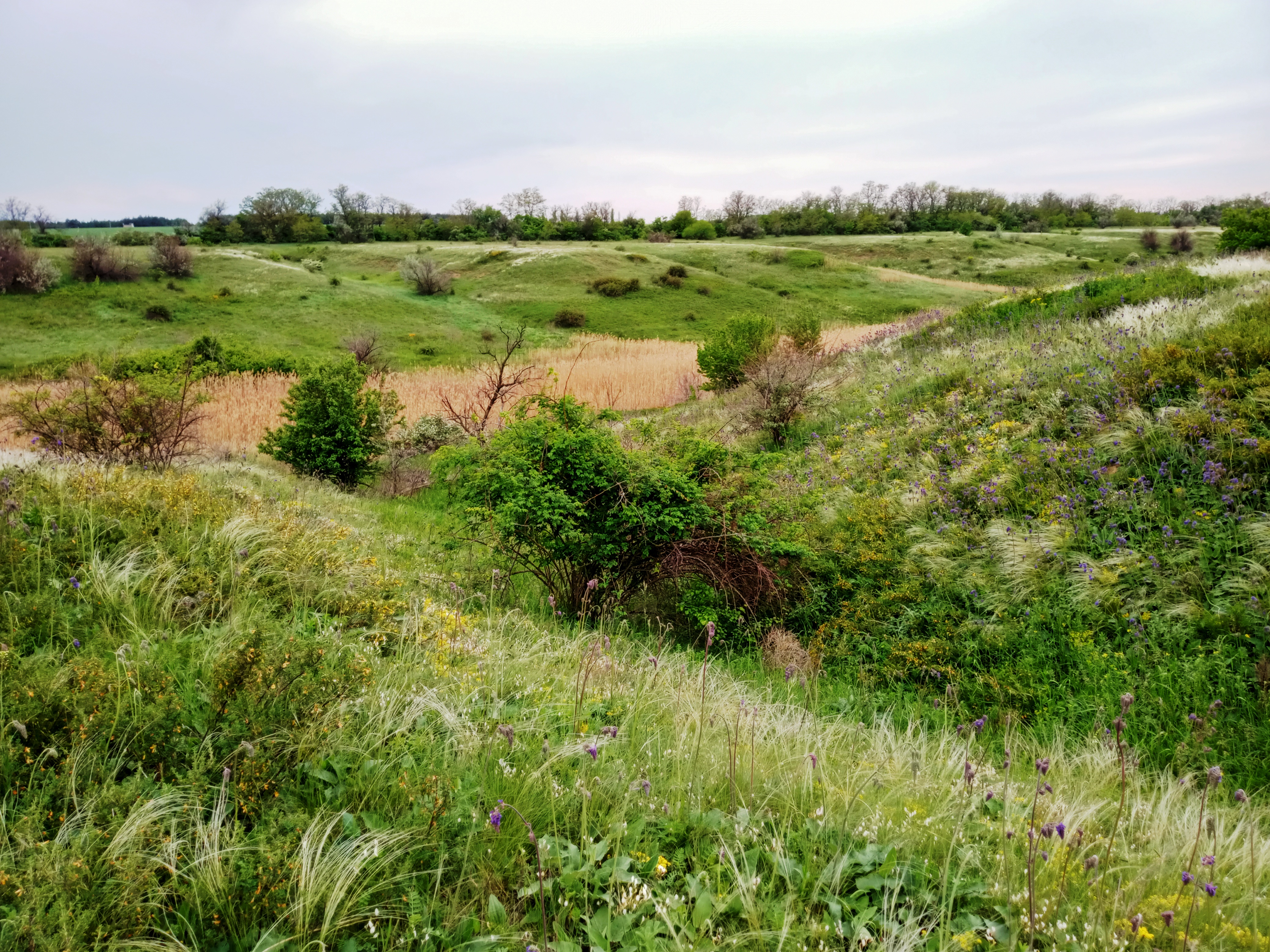
Балково-степовий ландшафт поруч з селом. Заказник "Антонівський"

## Природоохоронні території
Між селами Богданівка та Іванівка розташований ландшафтний заказник місцевого значення Антонівський.

## Історія
Поселення було засноване 1908 року переселенцями з сусіднього села Іванівки. Складалося з двох хуторів, розділених між собою балкою, Дачного і Богданівки.
З 1958 року є центром сільської ради. В часи радянської влади в Богданівці розміщувалась центральна садиба колгоспу ім. Жданова.
До 2016 року орган місцевого самоврядування — Богданівська сільська рада.
12 червня 2020 року, відповідно до розпорядження Кабінету Міністрів України № 709-р від «Про визначення адміністративних центрів та затвердження територій територіальних громад Дніпропетровської області», увійшло до складу Новопавлівської сільської громади.
19 липня 2020 року, в результаті адміністративно-територіальної реформи і ліквідації Межівського району, село увійшло до складу новоутвореного Синельниківського району.

## Соціальна сфера
У Богданівці є навчально-виховний комплекс (об'єднує дитячий садок і середню школу), ФАП, бібліотека.

## Відомі люди
Чабан Ілля Павлович - професор, дійсний член Української екологічної академії наук, заслужений працівник вищої школи Української РСР, декан агрономічного факультету, проректор з наукової роботи Дніпровського державного аграрно-економічного університету

## Розкуркуленні жителі Богданівки
У 1930-х роках, у період колективізації в СРСР, у селі Богданівка відбулося розкуркулення заможних селян. Згідно з архівними документами, до списку розкуркулених потрапили такі жителі:
1. Аксенов Федір Федорович (1883 р.н.)
2. Аксенов Федір Семенович (1883 р.н.)
3. Волокітін Іван Юхимович (1880 р.н.)
4. Киреєв Тимофій Петрович (1884 р.н.)
5. Костянтинов Михайло Полікарпович
6. Костянтинов Самуїл Антонович (1885 р.н.)
7. Мано́хін Іван Антонович (1898 р.н.)
8. Пудло Прокіп (Прокофій) Филипович (1873 р.н.)
9. Чуглазов Федір Максимович (1912 р.н.)